# Ang'angxi
Ang'angxi (en chino, 昂昂溪; pinyin, Áng'ángxī) es un distrito urbano bajo la administración directa de la Prefectura Qiqihar en la Provincia de Heilongjiang, República Popular China.  Su área es de 748 km² y su población total para 2010 superó los 80 mil habitantes. 

## Administración
Desde julio de 2023, el  Distrito Ang'angxi se divide en 7 pueblos que se administran en 4 subdistritos y 3   poblados.